# Gautham Menon
Gautham Vasudev Menon (né le 25 février 1973), plus connu en Inde sous le nom de GVM, est un réalisateur, scénariste et producteur indien qui travaille principalement dans le cinéma tamoul. Il a également réalisé des films en hindi et en télougou, qui sont des remakes de ses propres films tamouls. 
Beaucoup de ses films sont acclamés par la critique, notamment ses films romantiques Minnale (2001), Vaaranam Aayiram (2008), Vinnaithaandi Varuvaayaa (2010) et ses actions-thrillers Kaakha Kaakha (2003), Vettaiyaadu Vilaiyaadu (2006) et Yennai Arindhaal (2015). Vaaranam Aayiram a remporté le National Film Award du meilleur long métrage en tamoul.  
Menon produit des films par le biais de sa société de production de films Photon Kathaas. Sa production Thanga Meenkal (2013) a remporté le National Film Award du meilleur long métrage en tamoul. 

## Filmographie

### En tant que réalisateur
| Année | Titre                       | Langue(s) | Producteur | Rôle d'acteur   | Autres                                |
| ----- | --------------------------- | --------- | ---------- | --------------- | ------------------------------------- |
| 2001  | Minnale                     | Tamoul    | Non        | Fleuriste       |                                       |
| 2001  | Rehnaa Hai Terre Dil Mein   | Hindi     | Non        | Boss de Maddy   |                                       |
| 2003  | Kaakha Kaakha               | Tamoul    | Non        | Policier        | Doublage pour le rôle de Jeevan       |
| 2004  | Gharshana                   | Télougou  | Non        | Non             |                                       |
| 2006  | Vettaiyaadu Vilaiyaadu      | Tamoul    | Non        | Danceur         |                                       |
| 2007  | Pachaikili Muthucharam      | Tamoul    | Non        | Passager de bus | Doublage pour le rôle de Milind Soman |
| 2008  | Vaaranam Aayiram            | Tamoul    | Non        | Indic           |                                       |
| 2010  | Vinnai Thandi Varuvaya      | Tamoul    | Non        | Lui-même        |                                       |
| 2010  | Ye Maaya Chesave            | Télougou  | Non        | Acteur          |                                       |
| 2011  | Nadunisi Naaygal            | Tamoul    | Oui        | Non             |                                       |
| 2012  | Ekk Deewana Tha             | Hindi     | Oui        | Non             |                                       |
| 2012  | Neethaane En Ponvasantham   | Tamoul    | Oui        | Non             |                                       |
| 2012  | Yeto Vellipoyindhi Manasu   | Télougou  | Oui        | Non             |                                       |
| 2015  | Yennai Arindhaal            | Tamoul    | Non        | Policier        |                                       |
| 2016  | Achcham Enbadhu Madamaiyada | Tamoul    | Oui        | Policier        |                                       |
| 2016  | Sahasam Swasaga Sagipo      | Télougou  | Oui        | Policier        |                                       |
| 2018  | Enai Noki Paayum Thota      | Tamoul    | Oui        | Non             |                                       |
| 2020  | Karthik Dial Seytha Yenn    | Tamoul    | Non        | Non             | Court métrage; Sorti sur YouTube      |
| 2020  | Putham Pudhu Kaalai         | Tamoul    | Non        | Non             | Film à sketches                       |
| 2020  | Paava Kadhaigal             | Tamoul    | Non        | Non             | Film à sketches                       |
| 2021  | Kutty Story                 | Tamoul    | Non        | Aadhi           | Film à sketches                       |
| 2022  | Vendhu Thanindhathu Kaadu   | Tamoul    | Non        | Non             |                                       |
| 2024  | Joshua Imai Pol Kaakha      | Tamoul    | Non        | Non             |                                       |

### En tant que producteur
Liste de films que Gautham Vasudev Menon a produits pour d'autres réalisateurs.
| Année | Film                           | Langue   |
| ----- | ------------------------------ | -------- |
| 2011  | Veppam                         | Tamoul   |
| 2013  | Thanga Meenkal                 | Tamoul   |
| 2015  | Courier Boy Kalyan             | Télougou |
| 2016  | Tamilselvanum Thaniyar Anjalum | Tamoul   |

### Web-séries
| Année | Titre               | Langue | Producteur | Scénario | Rôle                                                  | Notes                                                         |
| ----- | ------------------- | ------ | ---------- | -------- | ----------------------------------------------------- | ------------------------------------------------------------- |
| 2019  | Queen               | Tamoul | Non        | Non      | Réalisateur et acteur en tant que Sridhar             | Co-dirigé avec Prasath Murugesan                              |
| 2020  | Putham Pudhu Kaalai | Tamoul | Non        | Non      | Réalisateur                                           | Série d'anthologies ; segment : Avarum Naanum – Avalum Naanum |
| 2020  | Paava Kadhaigal     | Tamoul | Non        | Oui      | Réalisateur et acteur en tant que Sathya              | Série d'anthologies ; segment : Vaanmagal                     |
| 2021  | Navarasa            | Tamoul | Non        | Non      | Réalisateur : l'un des 9 segments avec Suriya en tête | Série d'anthologies ; segment : Guitar Kambi Mele Nindru      |

### En tant qu'acteur
| Année | Titre                          | Langue(s) | Rôle d'acteur               | Autres                                        |
| ----- | ------------------------------ | --------- | --------------------------- | --------------------------------------------- |
| 1997  | Minsara Kanavu                 | Tamoul    | Homme dans la foule         |                                               |
| 2010  | Ratha Sarithiram               | Tamoul    | Non                         | Narrateur                                     |
| 2011  | Veppam                         | Tamoul    | Non                         | Doublage pour le rôle de Muthukumar           |
| 2011  | Force                          | Hindi     | Non                         | Histoire original                             |
| 2013  | Kanna Laddu Thinna Aasaiya     | Tamoul    | Lui-même                    |                                               |
| 2013  | Thanga Meenkal                 | Tamoul    | Non                         |                                               |
| 2014  | Endrendrum                     | Tamoul    | Non                         | Narrateur                                     |
| 2015  | Yatchan                        | Tamoul    | Lui-même                    |                                               |
| 2015  | Courier Boy Kalyan             | Télougou  | Non                         |                                               |
| 2015  | Oru Naal Iravil                | Tamoul    | Lui-même                    |                                               |
| 2015  | Uppu Karuvaadu                 | Tamoul    | Non                         | Chanteur playback                             |
| 2016  | Zero                           | Tamoul    | Non                         | Narrateur                                     |
| 2016  | Tamilselvanum Thaniyar Anjalum | Tamoul    | Non                         |                                               |
| 2017  | Power Paandi                   | Tamoul    | Lui-même                    |                                               |
| 2018  | Thaanaa Serndha Koottam        | Tamoul    | Non                         | Doublage pour le rôle de Suresh Menon         |
| 2018  | Naam                           | Malayalam | Lui-même                    |                                               |
| 2018  | Goli Soda 2                    | Tamoul    | N/A                         |                                               |
| 2018  | Ee Nagaraniki Emaindhi         | Télougou  | Lui-même                    |                                               |
| 2019  | Puppy                          | Tamoul    | Non                         | Chanteur playback                             |
| 2020  | Oh My Kadavule                 | Tamoul    | Lui-même                    |                                               |
| 2020  | Trance                         | Malayalam | Solomon                     |                                               |
| 2020  | Kannum Kannum Kollaiyadithaal  | Tamoul    | DCP Prathap Chakravarthi    |                                               |
| 2020  | Lock Up                        | Tamoul    | Non                         | Narrateur                                     |
| 2021  | Theeviram                      | Tamoul    | Officier de police          |                                               |
| 2021  | 99 Songs                       | Tamoul    | Non                         | Rédacteur de dialogue pour la version tamoule |
| 2021  | Kodiyil Oruvan                 | Tamoul    | Non                         | Chanteur pour la chanson "Slum Anthem"        |
| 2021  | Rudra Thandavam                | Tamoul    | Vathapirajan                |                                               |
| 2021  | 3:33                           | Tamoul    | Oui                         |                                               |
| 2022  | FIR                            | Tamoul    | Ajay Dewan                  |                                               |
| 2022  | Selfie                         | Tamoul    | Ravi Varma                  |                                               |
| 2022  | Don                            | Tamoul    | Lui-même                    |                                               |
| 2022  | Sita Ramam                     | Télougou  | Major Selvan                |                                               |
| 2023  | Michael                        | Télougou  | Gurunath et Jai             |                                               |
| 2023  | Lovefully Yours Veda           | Malayalam | Sri Kumar Kartha            |                                               |
| 2023  | Pathu Thala                    | Tamoul    | Naanjilaar Gunasekaran      |                                               |
| 2023  | Viduthalai Part 1              | Tamoul    | Sunil Menon                 |                                               |
| 2023  | Anuragam                       | Malayalam | Shankar                     |                                               |
| 2023  | Ustaad                         | Télougou  | Joseph D’Souza              |                                               |
| 2023  | Karumegangal Kalaigindrana     | Tamoul    | Komagan                     |                                               |
| 2023  | Mathagam                       | Tamoul    | Thirumaaram IAS             | Séries                                        |
| 2023  | Leo                            | Tamoul    | Joshy Andrews               |                                               |
| 2023  | Sesham Mike-il Fathima         | Malayalam | Shiva Narayanan             |                                               |
| 2024  | Rathnam                        | Tamoul    | Anbazhagan                  |                                               |
| 2024  | Hit List                       | Tamoul    | Dean Dr. Karunakaran        |                                               |
| 2024  | Hitler                         | Tamoul    | Adjoint Commissaire Shakthi |                                               |
| 2024  | Viduthalai Part 2              | Tamoul    | Sunil Menon                 |                                               |

### Music videos
| Année | Titre                           | Rôle                      | Langue |
| ----- | ------------------------------- | ------------------------- | ------ |
| 2010  | Semmozhiyaana Thamizh Mozhiyaam | Réalisateur de vidéoclips | Tamoul |
| 2018  | Bodhai Kodhai                   | Réalisateur de vidéoclips | Tamoul |
| 2021  | Allipoola Vennela               | Réalisateur de vidéoclips | Tamoul |
| 2023  | Muththa Pichchai                | Réalisateur, compositeur  | Tamoul |

## Distinctions

### Récompenses
- Prix Vijay du réalisateur préféré de Vaaranam Aayiram (2008)
- Prix national du film du meilleur long métrage en tamoul pour Vaaranam Aayiram (2008) et Thanga Meenkal (2013)
- Prix Filmfare du meilleur film - Tamoul pour Thanga Meenkal (2013)
- Prix Vijay du meilleur film pour Thanga Meenkal (2013)
- Prix Nandi du meilleur scénariste pour Ye Maaya Chesave (2010)
- Prix spécial du jury Nandi pour Ye Maaya Chesave (2010)

### Nominations
- Prix Filmfare du meilleur réalisateur - Tamoul pour Kaakha Kaakha (2003)
- Prix Filmfare du meilleur réalisateur - tamoul pour Vaaranam Aayiram (2008)
- Prix Vijay du meilleur réalisateur pour Vinnaithaandi Varuvaayaa (2010)
- Prix Vijay du meilleur réalisateur pour Vinnaithaandi Varuvaayaa (2010)
- Prix Filmfare du meilleur réalisateur - tamoul pour Vinnaithaandi Varuvaayaa (2010)
- Prix Filmfare du meilleur réalisateur - Telugu pour Ye Maaya Chesave (2010)

### Honneurs
- Rotary Club of Chennai - Honoré pour son excellence créative (2010)